# 胸貼

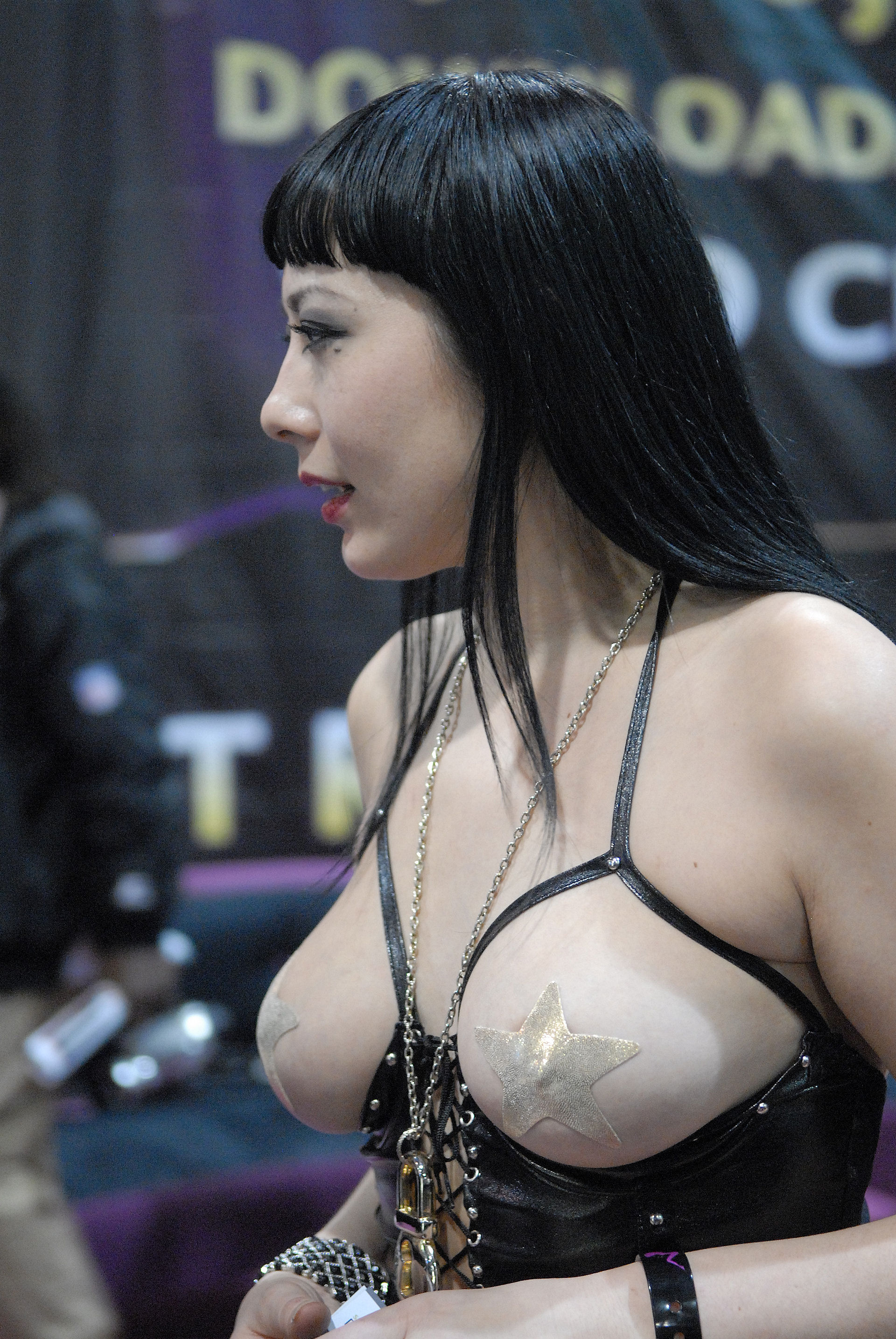
使用胸貼的女性

胸貼（英語：Pasties），又稱乳貼，是黏貼於乳頭、乳暈，達到遮掩作用的貼片，以代替胸罩。
胸貼原本是為了在運動等情況避免內衣和乳頭發生摩擦的防護用品。經常使用在令乳頭與乳突不明顯（避免激突）、未穿著胸罩時避免走光等用途，像是寫真攝影、模特兒走秀、人體彩繪等情況時會使用到。
貼附式胸罩（如NuBra）經常被認為是胸貼，實際上NuBra是利用矽膠的黏著性與彈性，直接貼附於胸部的無肩帶胸罩，俗稱隱形胸罩。

## 腳注
1. ↑  .   [2012-03-29]. （原始内容存档于2012-08-22）.
2. ↑  台灣英文新聞. . 台灣英文新聞.   [2019-06-12]. （原始内容存档于2019-09-28）.
3. ↑  .   [2010-06-12]. （原始内容存档于2012-11-07）.
4. ↑  .   [2010-06-12]. （原始内容存档于2012-01-24）.